# Selaginella royenii
Selaginella royenii är en mosslummerväxtart som beskrevs av Arthur Hugh Garfit Alston. Selaginella royenii ingår i släktet mosslumrar, och familjen mosslummerväxter. Inga underarter finns listade i Catalogue of Life.